# Golfinhos do Rio de Janeiro
GRCESM Golfinhos do Rio de Janeiro é uma escola de samba mirim da cidade do Rio de Janeiro, que participa todos os anos do desfile oficial de escolas de samba mirins, na Marquês de Sapucaí.

## História
A escola foi fundada com o nome de GRCESM Planeta Golfinhos da Guanabara, sendo conhecida apenas por Golfinhos da Guanabara.
Em 2008, apresentou o enredo "Jardim Botânico", tendo transferido seus ensaios para a comunidade Tavares Bastos, no Catete.
Posteriormente, voltou à Ladeira dos Tabajaras, ensaiando na quadra da Villa Rica.
Em 2011, reeditou o samba-enredo da Santa Cruz de 1998.
No ano de 2015, a escola alterou sua denominação para a atual. Desfilou no Carnaval de 2016 com um enredo em homenagem ao desembargador Siro Darlan, que durante anos enquanto foi juiz de primeira instância, atual à frente de uma das varas da infância da capital do Estado do Rio de Janeiro.

## Segmentos

### Presidentes
| Nome          | Mandato           | Ref.  |
| ------------- | ----------------- | ----- |
| Valéria Pires | 1995 - atualidade | [ 6 ] |

### Intérpretes
| Nome                          | Período   | Ref.        |
| ----------------------------- | --------- | ----------- |
| Wesley Teixeira (Nego Wesley) | 2011      | [ 4 ]       |
| Nego Wesley e Igor Reis       | 2012      | [ 7 ]       |
| Nego Wesley                   | 2016-2017 | [ 6 ] [ 8 ] |
| Lucas Martins e Nego Wesley   | 2018-     |             |

## Carnavais
| Golfinhos do Rio de Janeiro                                | Golfinhos do Rio de Janeiro | Golfinhos do Rio de Janeiro                                                                            | Golfinhos do Rio de Janeiro                         | Golfinhos do Rio de Janeiro   | Golfinhos do Rio de Janeiro |
| Ano                                                        | Colocação                   | Enredo                                                                                                 | Compositores do samba-enredo                        | Carnavalesco                  | Ref.                        |
| ---------------------------------------------------------- | --------------------------- | --- | --------------------------------------------------- | ----------------------------- | --------------------------- |
| 2000                                                       | Sem competição              | "Brasil 500 anos: Mix-Multi-Cultural"                                                                  |                                                     |                               | [ 1 ]                       |
| 2004                                                       | Sem competição              | "Fashion Carnaval, é samba!"                                                                           | Sérgio Murilo                                       | Sérgio Murilo                 | [ 1 ]                       |
| 2005                                                       | Sem competição              | "Um Jardim Botânico no Rio de Janeiro"                                                                 | Badá e Sérgio Murilo                                | Sérgio Murilo                 | [ 1 ]                       |
| 2006                                                       | Sem competição              | "Erê Odara"                                                                                            | Valéria Pires Dias da Silva                         |                               | [ 1 ]                       |
| 2007                                                       | Sem competição              | "Copacabana, amor à primeira vista"                                                                    | Ala dos Compositores                                | Renato Lyra                   | [ 1 ]                       |
| 2008                                                       | Sem competição              | "O Real Jardim Botânico Rio de Janeiro"                                                                | Ala dos Compositores                                | Valéria Pires e Sidiney Rocha | [ 1 ]                       |
| 2009                                                       | Sem competição              | "Merci Beaucoup me deixe passar, vou ali volto já"                                                     | Sérgio Maçã, Merica e Hugo Bruno                    | Walesca Marinho               | [ 1 ]                       |
| 2010                                                       | Sem competição              | "Passeando pelo verde o Golfinho abre as portas para a vida"                                           | Odmar do Banjo                                      | Lincon Menezes                | [ 1 ]                       |
| 2011                                                       | 6º lugar                    | "O exagerado Cazuza nas terras de Santa Cruz" (Reedição da enredo de 1998 da Acadêmicos de Santa Cruz) | José Luiz e Cláudio Carioca                         | Lincon Menezes                | [ 4 ] [ 1 ]                 |
| 2012                                                       | Sem competição              | "Gente inteligente, cuida do meio ambiente"                                                            | Igor Reis e Odmar do Banjo                          | Lincon Menezes                | [ 7 ] [ 1 ]                 |
| 2013                                                       | Sem competição              | "É de janeiro a dezembro"                                                                              |                                                     |                               | [ 9 ]                       |
| 2014                                                       | Sem competição              | "Por caminhos dourados, um Belo Horizonte encontrei"                                                   | Alexandre Moraes, Hugo Bruno e Merica Boa Esperança |                               | [ 10 ]                      |
| 2015                                                       | Sem competição              | "O Chapéu"                                                                                             |                                                     |                               | [ 11 ]                      |
| 2016                                                       | Sem competição              | "Fazer o bem, sem olhar a quem"                                                                        | Fernando Magarça e Gilson Bernine                   |                               | [ 6 ]                       |
| 2017                                                       | Sem competição              | "Teteu José: Deus na Grécia, Menino do Rio e Rei na Maré"                                              | Alexandre Moraes, Hugo Bruno e Dedé Russinho        |                               | [ 8 ]                       |
| 2018                                                       | Sem competição              | " |                                                     |                               |                             |
| 2019                                                       | Sem competição              | " |                                                     |                               |                             |
| 2020                                                       | Sem competição              | " |                                                     |                               |                             |
| Devido à Pandemia de Covid-19, não houve Carnaval em 2021. |                             | |                                                     |                               |                             |